# El Fraile, Ayotlán
El Fraile är en ort i Mexiko.   Den ligger i kommunen Ayotlán och delstaten Jalisco, i den centrala delen av landet, 400 km väster om huvudstaden Mexico City. El Fraile ligger 1 560 meter över havet och antalet invånare är 194.
Terrängen runt El Fraile är kuperad åt nordost, men åt sydväst är den platt. Runt El Fraile är det ganska tätbefolkat, med 111 invånare per kvadratkilometer. Närmaste större samhälle är Atotonilco el Alto, 15,8 km nordväst om El Fraile. I omgivningarna runt El Fraile växer huvudsakligen savannskog.